# Erik Brey

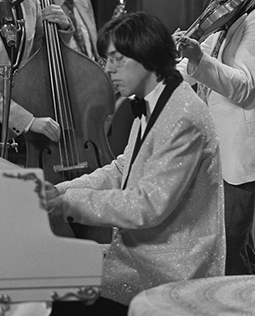
Erik Brey in 1981

Erik Johannes Maria Breij (Den Haag, 27 december 1956) is een Nederlandse cabaretier.

## Theater

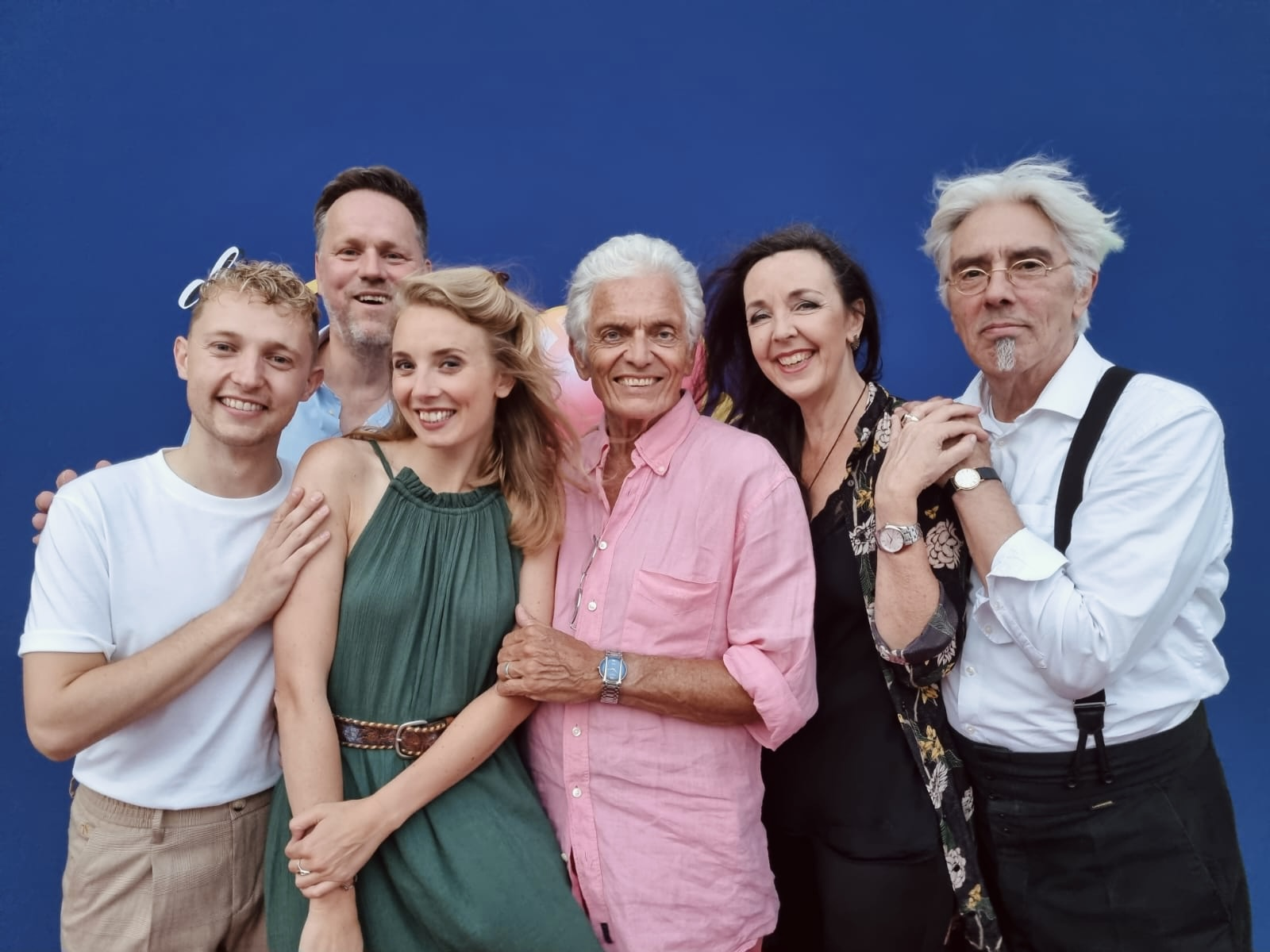
Erik Brey in 2022 tijdens de première van de musical De schone van Boskoop

Met Haye van der Heyden, Jan Dagevos en Willem Gülcher richtte hij in 1980 de theatergroep Purper op. In het eerste seizoen speelde de groep al 90 voorstellingen. Hierna veranderde de groep constant van samenstelling; alleen Brey blijft de volle 16 jaar lid. Daarna ging hij solo verder. Van 1997 tot 2002 schreef en speelde hij drie solo-programma's. Na er een jaar tussenuit te zijn geweest, zette Brey in 2003 een nieuw programma op: Musical, de cursus, wat geen groot succes bleek. Hierna speelde hij in de musicals Nonsens, Lieve Heren en TiTa Tovenaar. In The Rocky Horror Show vertolkt hij de Rol van de Verteller. In 2022 heeft hij een hoofdrol in  De schone van Boskoop, een musical.

## Televisie
- Baantjer (2003) - Johan Boomen (Eenmalige gastrol)
- TiTa Tovenaar (2008) - Tita
- Het jaar van Fortuyn (2022) - Woordvoerder van de Erasmusuniversiteit (kleine bijrol)

## Privé
Brey is gehuwd met Frédérique Sluyterman van Loo en ze wonen in Amsterdam.